# Квартал домов фабрики «Гознак»
Квартал домов фабрики «Гознак» – это комплекс жилых зданий в Даниловском районе Южного административного округа города Москвы, расположенный на Мытной и Люсиновской улицах. Квартал включен в список выявленных объектов культурного наследия .

## История
После переноса столицы из Петрограда в Москву началось перемещение и различных государственных служб, в частности, связанных с изготовлением банкнот и монет. Различные службы «ГОЗНАКа» в 1919 году были размещены в районе Мытной и Люсиновской улицы, в связи с чем возникла необходимость устройства жилого массива для проживания рабочих, занятых в работе на фабрике «ГОЗНАКа» .
Квартал домов фабрики был построен в 1926 – 1927 годах и состоит из двенадцати домов, расположенных на Мытной улице, д. 23, 23 к1, 25, 25 к1, 27, 27 к1, а также Люсиновской улице, д. 64, 64 к1, 66, 66 к1, 68, 68 к1.

## Архитектура
Жилой массив был построен по проекту архитекторов М. Певзнера, Н.А. Алексеева в духе советского авангарда и является одним из первых районов массовой конструктивистской застройки 1920-х годов . Строительство всех домов велось одновременно и быстро. Все дома изначально были четырехэтажными, а позднее (в 1930-х годах) некоторые дома были дополнительно надстроены двумя этажами: реконструкцией руководил архитектор Н. М. Курочкин .
В настоящее время планируется проведения реставрационных работ в части домов квартала .